# Compagnie van kapitein Frans Banninck Cocq en luitenant Willem van Ruytenburgh

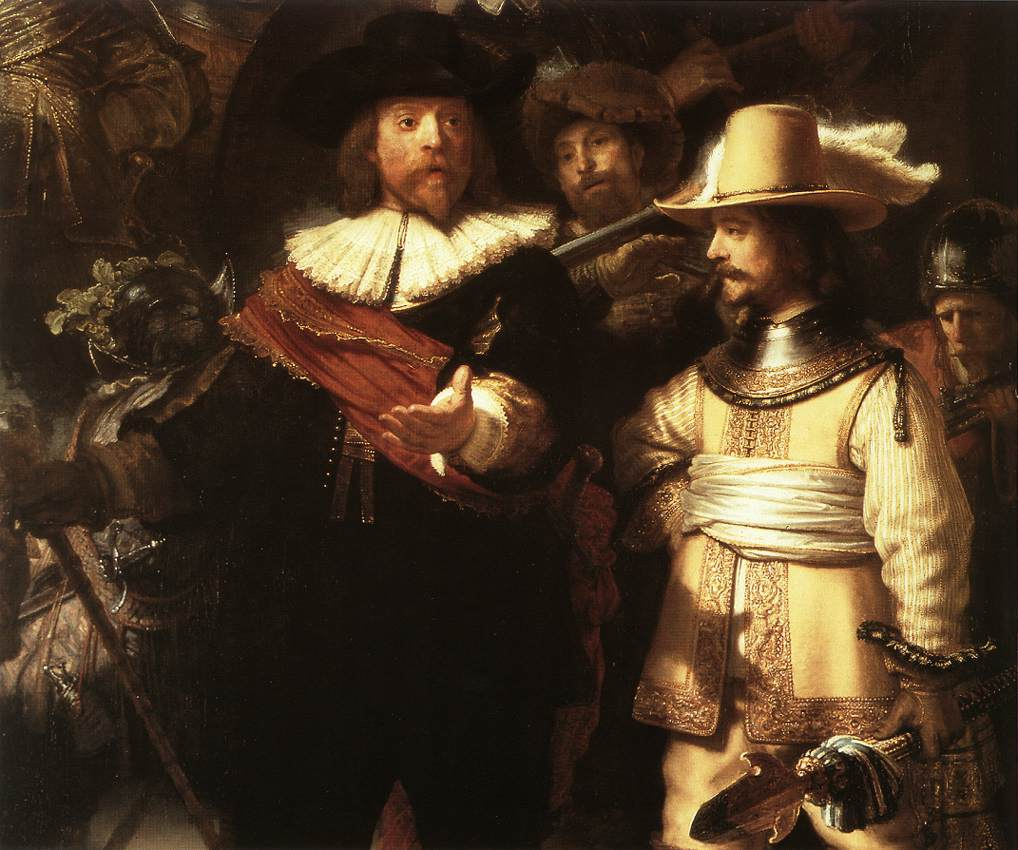
Frans Banninck Cocq (links) en Willem van Ruytenburgh op De Nachtwacht (1642) van Rembrandt van Rijn

De compagnie van Frans Banninck (of Banning) Cocq was een van de schutterscompagnieën van Amsterdam in de nog jonge Republiek in de eerste helft van de 17e eeuw, de Gouden Eeuw. Deze vereniging werd in 1642 door Rembrandt van Rijn afgebeeld op het doek De Nachtwacht.

## Geschiedenis
De schutterscompagnie onder leiding van Frans Banninck Cocq was een van de milities (zogenoemde vendels) verdeeld over de verschillende stadswijken van Amsterdam, tussen 1620 en 1650 twintig, meestal bestaande uit gegoede burgers, die de stadsmuur, poorten en bruggen bewaakten en bij ordeverstoringen konden worden ingezet. De compagnie was gevestigd in wijk I ten oosten van de Herengracht. De Amsterdamse historicus en archivaris Bas Dudok van Heel concludeerde in 2009 dat de bevelhebber van de compagnie niet Banning Cocq heette, zoals hij altijd was genoemd, maar Banninck Cocq, een gereformeerd advocaat.

### Portrettering door Rembrandt
Leden van de compagnie werden in opdracht vereeuwigd door Rembrandt van Rijn op De Nachtwacht, dat hij in 1642 voltooide. Het doek kwam te hangen in de grote zaal op de bovenverdieping van de club waar enkele compagnieën van de stad plachten samen te komen, de Kloveniersdoelen (het tegenwoordige Doelen Hotel) in de Doelenstraat, samen met vijf andere schuttersstukken van de klovenierscompagnieën, in opdracht van de kloveniers geschilderd door respectievelijk Van der Helst (schutterscompagnie van wijk VIII, 1639), Von Sandrart (wijk XIX, 1640), Pickenoy (wijk IV, 1642), Backer (wijk V, 1642) en Flinck (wijk XVIII, 1645).
Mogelijk was Rembrandt ooit zelf lid van de schutterscompagnie van wijk XVI onder leiding van Hendrick Dircksz. Spiegel, maar zeker is dat niet.